# 4080 Галинський
4080 Галинський (4080 Galinskij) — астероїд головного поясу, відкритий 4 серпня 1983 року.
Тіссеранів параметр щодо Юпітера — 3,639.